# Тайваньская высокоскоростная железная дорога
Тайваньская высокоскоростная железная дорога (台灣高鐵, сокращенно: 高鐵, также называемая по своей аббревиатуре THSR) — высокоскоростная железнодорожная система, проложенная вдоль западного побережья Тайваня. Её длина в настоящий момент составляет 335,5 км, построенный участок соединяет Тайбэй и Гаосюн. Дорога открылась для регулярного пассажирского движения 5 января 2007 года.
THSR использует технологию японской высокоскоростной сети Синкансэн. Состав Taiwan High Speed 700T был произведён консорциумом японских компаний во главе с Кавасаки. Общая стоимость проекта оценивается в 18 миллиардов американских долларов и является одной из самых дорогостоящих транспортных систем в мире, из числа построенных за счёт частного финансирования. Скорость поездов достигает 300 км/ч, общее время пути из Тайбэя в Гаосюн занимает 90 минут (по сравнению с 4,5 часами для обычного экспресса). Для тех поездов THSR, которые останавливаются на всех станциях, полное время в пути составляет два часа. В настоящее время генеральным менеджером корпорации Taiwan High Speed Rail Corp. является Оу Цзиньдэ (歐晉德), председателем совета директоров — Нита Инь Ци (殷琪).
Состав состоит из двенадцати вагонов. Вагоны делятся на зарезервированные и незарезервированные. Билет в зарезервированный вагон можно заказывать заранее через интернет, такой билет гарантирует сидячее место. В незарезервированный вагон билет можно купить непосредственно перед поездкой. В поезде есть вагон бизнес-класса. Некоторые вагоны поезда оснащены туалетом, телефоном или автоматами по продаже напитков.
Дорога построена отдельно от обычной железной дороги, станции нередко удалены от прежних железнодорожных вокзалов. Для привлечения пассажиров железная дорога организовала бесплатные автобусные маршруты, связывающие станции и близлежащие населенные пункты.

## Вокзалы
- Наньган (кит. 南港): подземная станция в окраинном районе города Тайбэй
- Тайбэй (кит. 台北): подземная станция на территории центрального вокзала, объединена с вокзалом обычной железной дороги
- Банцяо (кит. 板橋): подземная станция, соединённая с центральным вокзалом Банцяо
- Таоюань (кит. 桃園): подземная станция, называется также Чинпу (кит. 青埔), находится в городе Чжунли (кит. 中壢), связана автобусом с аэропортом Таоюань. Автобус курсирует раз в 15 минут.
- Синьчжу (кит. 新竹): надземная станция, находится в Люйцзя (кит. 六家), Чжубэй (кит. 竹北), около технопарка Синьчжу
- Мяоли (кит. 苗栗): надземная станция
- Тайчжун (кит. 台中): надземная станция, находится в посёлке Ужи (кит. 烏日), соединена с железнодорожным вокзалом Ужи
- Чжанхуа (кит. 彰化): надземная станция
- Юньлинь (кит. 雲林): надземная станция
- Цзяи (кит. 嘉義): надземная станция, находится в посёлке Тайбао (кит. 太保)
- Тайнань (кит. 台南): надземная станция, находится в посёлке Гуайжэнь (кит. 歸仁)
- Цзоин (кит. 左營): на уровне земли, находится на окраине города Гаосюн, совместно с железнодорожным вокзалом Новый-Цзоин (кит. 新左營)

## Объёмы перевозок

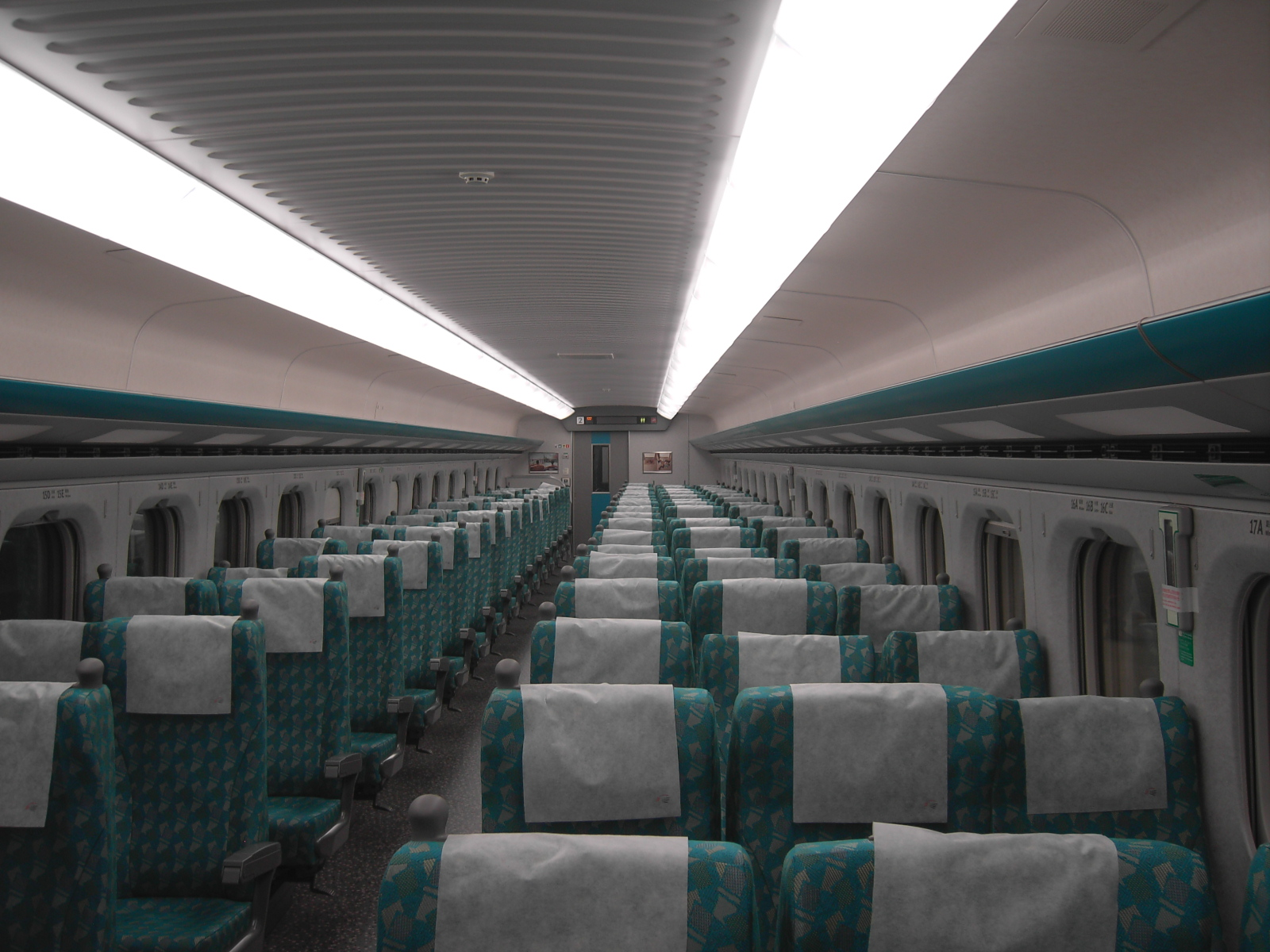
Обычный вагон северного направления.

На линии организуется плотный поток поездов, доходивший до 140 в день. Начало движения — около 6:00, конец движения — около 24:00. В периоды кризиса количество поездов несколько сокращалось, но уже к лету 2009 снова поднялось до прежнего уровня. В таблице собрано количество пассажиров по месяцам.
|          | 2007       | 2008       | 2009       |
| -------- | ---------- | ---------- | ---------- |
| Январь   | 1,161,047  | 1,958,004  | 2,786,684  |
| Февраль  | 724,784    | 2,095,210  | 2,396,845  |
| Март     | 919,455    | 2,311,821  | 2,648,005  |
| Апрель   | 1,076,413  | 2,545,527  | 2,582,952  |
| Май      | 1,155,098  | 2,603,395  | 2,752,003  |
| Июнь     | 1,241,227  | 2,537,620  | 2,436,486  |
| Июль     | 1,425,755  | 2,811,997  | 2,957,323  |
| Август   | 1,373,686  | 2,973,150  | 2,716,287  |
| Сентябрь | 1,367,236  | 2,488,574  | 2,440,872  |
| Октябрь  | 1,448,553  | 2,855,980  | 2,839,086  |
| Ноябрь   | 1,659,510  | 2,741,710  | 2,839,086  |
| Декабрь  | 2,002,896  | 2,658,273  | 2,978,076  |
| Всего    | 15,555,656 | 30,581,260 | 32,349,260 |